# Stereopalpus pruinosus
Stereopalpus pruinosus is een keversoort uit de familie snoerhalskevers (Anthicidae). De wetenschappelijke naam van de soort is voor het eerst geldig gepubliceerd in 1874 door LeConte.